# Fijis fotbollsförbund
Fijis fotbollsförbund, officiellt Fiji Football Association, är ett specialidrottsförbund som organiserar fotbollen i Fiji.
Förbundet grundades 1961 och gick med i OFC 1966. De anslöt sig till Fifa år 1964. Fijis fotbollsförbund har sitt huvudkontor i staden Suva.